# 日野美歌
日野 美歌（ひの みか、1962年〈昭和37年〉12月21日 - ）は、日本の歌手。自身が設立した有限会社桜カフェがマネジメントし、株式会社テンダープロと業務提携している。日本コロムビア所属。
1982年にテイチクレコードから「私のあなた」でデビューして12月に発売した「氷雨」がヒットし、1983年『第34回NHK紅白歌合戦』（NHK総合・ラジオ第1）に出場した。作詞と作曲時は歌凛名義を用いる。

## 来歴
神奈川県鎌倉市出身。幼少期から歌手を目指し、小学6年ごろから本格的に歌唱の練習を始める。当時は「バラードの似合う、大人の歌が歌える歌手になりたい」と思っていた。中学1年時に、日本テレビのオーディション番組『スター誕生!』に応募し、テレビ予選で林寛子のデビュー曲「ほほえみ」を歌唱するが不合格となる。
鎌倉市立玉縄中学校、湘南女子高等学校を卒業する。
1982年4月25日にテイチクから「私のあなた」でデビューし、12月に発表した「氷雨」（佳山明生らと競作）がヒットとなり、1983年の『第34回NHK紅白歌合戦』（NHK総合・ラジオ第1）に初出場した。1986年に葵司朗とのデュエット曲「男と女のラブゲーム」が武田薬品工業「タケダ胃腸薬21」CMソングの競作となりヒットした。CMは武田鉄矢と芦川よしみが歌唱しており、日野は2人がシングルとして発売すると思っていたが、所属レコード会社の判断や武田がレコード化を拒んだとする説もあり、急遽葵司郎とレコーディングを依頼されてシングルアルバムを発売した。
2003年春にライブイベント「Live Sakura Cafe」を開催し、翌年以降も継続して開催している。2003年に作曲家馬飼野康二の勧めで歌凛名義で作詞活動を始め、8月20日に「かけがえのないもの」を歌凛のデビューシングルとしてコロムビアミュージックエンタテインメントから発売する。2003年10月に朋ちゃん&コロッケ（華原朋美&コロッケ）「ありがとね!」の作詞を歌凛として手掛ける。
2006年3月24日にフリーボードからマキシシングル「桜が咲いた/夜曲/心の誓い」を発売する。デビューから25年間所属したプロダクション尾木 から他社へ一時移籍したのち、2008年に独立して自身が経営する個人事務所の有限会社桜カフェと、インディーズレーベル「Sakura Cafe Music」を設立し、自らプロデュースを開始する。以後、ジャンルに囚われない人の心根に息づく普遍的な歌の世界を目指している。
2009年6月17日Sakura Cafe Musicよりミニアルバム『横浜フォール・イン・ラブ』をリリース。同作は「ミュージック・マガジン」2010年1月号の「ベストアルバム2009」で歌謡曲、J-POP部門で第5位に選出された。2009年9月13日、横浜開港150周年を記念し横浜開港記念会館でコンサートを開催。
2010年3月3日　3曲入りマキシシングル「花吹雪/桜のワルツ/涙ひとつぶ」をリリース。
2014年4月放送開始の「暴れん坊力士!!松太郎」で主演声優の松平健とともに主題歌「ドスコイ人生」を歌う。アニメ主題歌の歌唱は初めてである。
2017年に特攻隊の悲恋をテーマとした朗読劇「遠き夏の日」とアコースティックライブを東京と大阪で公演。2018年から自身のライフワークとして全国展開を開始している。

## 人物

### 私生活
趣味は桜を愛でること・ウォーキング・居酒屋探訪。父はうたごえ運動の系譜を引く「国鉄横浜うたう会」を主宰していた。母は電電公社合唱団に所属した。両親とも歌手になる夢を応援してくれたが、2019年には父（享年87歳）、2021年には母（同85歳）を見送っている。
横浜DeNAベイスターズのファンで、横浜スタジアムで応援をする様子をTwitterに投稿している。

### 『スター誕生！』について
中学1年の終わりごろに『スター誕生！』に応募し、予選会でペドロ&カプリシャスの『五番街のマリーへ』を歌い通過する。終了後、同番組チーフ・プロデューサーの池田文雄から「この歌は歌詞が大人っぽいから、君が8回くらい恋をしてからにしよう」と助言された。中学2年時に1976年5月9日放送のテレビ予選で、林寛子の『ほほえみ』を歌唱曲として出場する。本番前に七五三以来となる化粧を施されて「随分大人びた顔になったな」と思いながら本番に挑んだ。
歌唱後の審査で審査員の松田トシから「あなた、ちょっと老けて見えるのよね」と指摘された。合格ラインの250点に9点足りず、彼女を含めた挑戦者7人全員が失格で、司会者の萩本欽一から「バンザーイ、無しよ!」のギャグを受けた。気落ちしながら控室に戻ると、池田から「今回は残念だったけど、君は歌唱力あるからあきらめちゃダメだよ」と励まされた。
歌手デビューまで6年を要したが、後年に「もし中学生の頃に『スタ誕』で合格してそのままデビューしていたら歌手としては短命に終わったかもしれない。また、『氷雨』というヒット曲に出会うこともなかった。運命ってあるんですね」と語っている。

## ディスコグラフィ

### シングル
| #                 | 発売日           | A/B面            | タイトル                 | 作詞             | 作曲                | 編曲                  | 規格品番         |
| ユニオンレコード  | ユニオンレコード | ユニオンレコード | ユニオンレコード         | ユニオンレコード | ユニオンレコード    | ユニオンレコード      | ユニオンレコード |
| ----------------- | ---------------- | ---------------- | ------------------------ | ---------------- | ------------------- | --------------------- | ---------------- |
| 1                 | 1982年 4月25日   | A面              | 私のあなた               | 吉岡治           | 岸本健介            | 斉藤恒夫              | UE-516           |
| 1                 | 1982年 4月25日   | B面              | しあわせ捜し             | 吉岡治           | 岸本健介            | 斉藤恒夫              | UE-516           |
| 2                 | 1982年 12月5日   | A面              | 氷雨                     | とまりれん       | とまりれん          | 高田弘                | UE-533           |
| 2                 | 1982年 12月5日   | B面              | 北の女                   | あいたかし       | あいたかし          | 高田弘                | UE-533           |
| 3                 | 1983年 6月5日    | A面              | 待ちわびて               | 水木れいじ       | 浜圭介              | 竜崎孝路              | UE-545           |
| 3                 | 1983年 6月5日    | B面              | あなたの名残り           | 有馬三恵子       | 四方章人            | 馬飼野俊一            | UE-545           |
| 4                 | 1983年 10月21日  | A面              | 想い出グラス             | 荒木とよひさ     | 浜圭介              | 馬飼野俊一            | UE-555           |
| 4                 | 1983年 10月21日  | B面              | 釜山港へ帰れ             | 三佳令二         | 黄善友              | 高田弘                | UE-555           |
| 5                 | 1984年 2月21日   | A面              | 越後路春知らず           | 伊藤薫           | 伊藤薫              | 竜崎孝路              | UE-561           |
| 5                 | 1984年 2月21日   | B面              | 春一輪                   | 池田充男         | 青山八郎            | 薗広昭                | UE-561           |
| 6                 | 1984年 7月21日   | A面              | 冬の嘘つき               | 華盛開           | 浜圭介              | 桜庭伸幸              | UE-571           |
| 6                 | 1984年 7月21日   | B面              | つぐない                 | 荒木とよひさ     | 三木たかし          | 高田弘                | UE-571           |
| 7                 | 1985年 1月21日   | A面              | 乱されて                 | 荒木とよひさ     | 三木たかし          | 矢野立美              | UE-577           |
| 7                 | 1985年 1月21日   | B面              | かすみ草                 | 有馬三恵子       | 小林正二            | 薗広昭                | UE-577           |
| 徳間ジャパン      |                  |                  |                          |                  |                     |                       |                  |
| 8                 | 1985年 8月25日   | A面              | Kiss Me よこはま         | 華盛開           | 華盛開              | 馬飼野俊一 馬飼野康二 | 7JAS-41          |
| 8                 | 1985年 8月25日   | B面              | 酔って大阪               | 吉岡治           | 猪俣公章            | 薗広昭                | 7JAS-41          |
| 9                 | 1986年 1月25日   | A面              | どこかでお逢いしましたね | 藤公之介         | 聖川湧              | 竜崎孝路              | 7JAS-53          |
| 9                 | 1986年 1月25日   | B面              | 面影                     | 安麻呂           | 五木ひろし          | 竜崎孝路              | 7JAS-53          |
| 10                | 1986年 6月25日   | A面              | 恋慕                     | 荒木とよひさ     | 三木たかし          | 馬飼野康二            | 7JAS-64          |
| 10                | 1986年 6月25日   | B面              | 泣いて…竜飛崎            | 荒川利夫         | 聖川湧              | 薗広昭                | 7JAS-64          |
| 11                | 1987年 6月25日   | A面              | 想い人                   | 久保花奈子       | 吉田みどり          | 馬飼野俊一            | 7JAS-83          |
| 11                | 1987年 6月25日   | B面              | 涙のロンリー・ナイト     | ありそのみ       | 池毅                | 若草恵                | 7JAS-83          |
| 12                | 1988年 1月1日    | A面              | お酒ください             | 吉幾三           | 吉幾三              | 川口真                | 7JAS-91          |
| 12                | 1988年 1月1日    | B面              | 想い出に眠らせて         | 荒木とよひさ     | 三木たかし          | 小野裕之              | 7JAS-91          |
| 13                | 1988年 10月25日  | A面              | 冬紅葉                   | 吉岡治           | 弦哲也              | 前田俊明              | 7JAS-108         |
| 13                | 1988年 10月25日  | B面              | ふらふら                 | 吉岡治           | 弦哲也              | 前田俊明              | 7JAS-108         |
| 14                | 1990年 1月25日   | 01               | 恋                       | 飛鳥涼           | 飛鳥涼              | 十川知司              | TKDA-30015       |
| 14                | 1990年 1月25日   | 02               | 銀の舗道                 | 飛鳥涼           | 飛鳥涼              | 十川知司              | TKDA-30015       |
| 15                | 1990年 1月25日   | 01               | 鳴門海峡                 | 下地亜記子       | 岸本健介            | 丸山雅仁              | TKDA-30020       |
| 15                | 1990年 1月25日   | 02               | 新宿わかれ雨             | 下地亜記子       | 岸本健介            | 丸山雅仁              | TKDA-30020       |
| 16                | 1991年 11月25日  | 01               | 男と女のクリスマス       | 魚住勉           | 馬飼野康二 吉江一男 | 小川哲夫              | TKDA-30489       |
| 16                | 1991年 11月25日  | 02               | あなたしか見えない       | なかにし礼       | P.Allen C.B.Sager   | 小川哲夫              | TKDA-30489       |
| 17                | 1992年 3月25日   | 01               | 五月雨                   | ありそのみ       | 池毅                | 若草恵                | TKDA-30517       |
| 17                | 1992年 3月25日   | 02               | ひとり想い               | 松井五郎         | 羽田一郎            | 松井忠重              | TKDA-30517       |
| 18                | 1992年 9月25日   | 01               | 愛しさをください         | 松井五郎         | 羽田一郎            | 松井忠重              | TKDA-30686       |
| 18                | 1992年 9月25日   | 02               | 黄昏が燃えている         | 松井五郎         | 羽田一郎            | 山川恵津子            | TKDA-30686       |
| 19                | 1993年 11月25日  | 01               | おんな日本海             | 下地亜記子       | 岸本健介            | 前田俊明              | TKDA-70182       |
| 19                | 1993年 11月25日  | 02               | 通り雨                   | 下地亜記子       | 岸本健介            | 南郷達也              | TKDA-70182       |
| ポリドール        |                  |                  |                          |                  |                     |                       |                  |
| 20                | 1996年 12月21日  | 01               | 六本木バツイチ           | ちあき哲也       | 都志見隆            | 宮崎慎二              | PODH-1334        |
| 20                | 1996年 12月21日  | 02               | 世界で一番淋しい男       | ちあき哲也       | 都志見隆            | 宮崎慎二              | PODH-1334        |
| 21                | 1998年 10月1日   | 01               | 東京とまり木             | 吉岡治           | 杉本真人            | 伊戸のりお            | PODH-1438        |
| 21                | 1998年 10月1日   | 02               | 泣きうさぎ               | 吉岡治           | 杉本真人            | 伊戸のりお            | PODH-1438        |
| 日本コロムビア    |                  |                  |                          |                  |                     |                       |                  |
| 22                | 2003年 8月21日   | 01               | かけがえのないもの       | 歌凛             | 馬飼野康二          | 馬飼野康二            | COCA-15550       |
| 22                | 2003年 8月21日   | 02               | 想い出だけで             | 歌凛             | 馬飼野康二          | 馬飼野康二            | COCA-15550       |
| フリーボード      |                  |                  |                          |                  |                     |                       |                  |
| 23                | 2006年 3月24日   | 01               | 桜が咲いた               | 歌凛             | 馬飼野康二          | 馬飼野康二            | FBCM-45          |
| 23                | 2006年 3月24日   | 02               | 夜曲                     | 寺岡呼人         | 寺岡呼人            | 馬飼野康二            | FBCM-45          |
| 23                | 2006年 3月24日   | 03               | 心の誓い                 | 歌凛             | イム・セヒョン      | 馬飼野康二            | FBCM-45          |
| 24                | 2008年 2月27日   | 01               | 願わくば桜の下で         | 高桐唯詩         | 歌凛                | 加藤実                | FBCM-45          |
| 24                | 2008年 2月27日   | 02               | 魂の楽園                 | 歌凛             | 馬飼野康二          | 佐野聡                | FBCM-45          |
| 24                | 2008年 2月27日   | 03               | 氷雨（Acoustic Ver.）    | とまりれん       | とまりれん          | 渡辺幹男              | FBCM-45          |
| Sakura Café Music |                  |                  |                          |                  |                     |                       |                  |
| 25                | 2010年 3月3日    | 01               | 花吹雪                   | 歌凛             | 歌凛                | 加藤実                | MERC-0003        |
| 25                | 2010年 3月3日    | 02               | 桜のワルツ               | 歌凛             | 馬飼野康二          | 馬飼野康二            | MERC-0003        |
| 25                | 2010年 3月3日    | 03               | 涙ひとつぶ               | 歌凛             | 渡辺幹男            | 板倉賢林              | MERC-0003        |
| 日本コロムビア    |                  |                  |                          |                  |                     |                       |                  |
| 26                | 2012年 2月22日   | 01               | 桜空                     | 歌凛             | 馬飼野康二          | 美野春樹              | COCA-16553       |
| 26                | 2012年 2月22日   | 02               | 花吹雪                   | 歌凛             | 歌凛                | 加藤実                | COCA-16553       |
| 27                | 2014年 8月20日   | 01               | 男と女のラブゲーム       | 魚住勉           | 馬飼野康二          | 矢野立美              | COCA-16904       |
| 27                | 2014年 8月20日   | 02               | 氷雨                     | とまりれん       | とまりれん          | 石倉重信              | COCA-16904       |
| 28                | 2014年 9月3日    | 01               | あなたと生きたい         | 歌凛             | 若草恵              | 若草恵                | COCA-16922       |
| 28                | 2014年 9月3日    | 02               | 桜が咲いた               | 歌凛             | 馬飼野康二          | 馬飼野康二            | COCA-16922       |
| 29                | 2015年 4月22日   | 01               | 知覧の桜                 | 歌凛             | 馬飼野康二          | 馬飼野康二            | COCA-17010       |
| 29                | 2015年 4月22日   | 02               | 涙ひとつぶ               | 歌凛             | 渡辺幹男            | 板倉賢林              | COCA-17010       |
| 30                | 2017年 7月19日   | 01               | いのりうた               | 歌凛             | 歌凛                | 板倉賢林              | COCA-17324       |
| 30                | 2017年 7月19日   | 02               | Smile Again              | 歌凛             | 馬飼野康二          | 馬飼野康二            | COCA-17324       |
| 31                | 2020年 2月26日   | 01               | 桜の刻                   | 歌凛             | 歌凛                | 小野澤篤              | COCA-17749       |
| 31                | 2020年 2月26日   | 02               | パラダイス倶楽部         | 歌凛             | 谷真人              | 谷真人                | COCA-17749       |
| 32                | 2022年 4月20日   | 01               | 明けの明星               | 歌凛             | 歌凛                | 板倉賢林              | COCA-18000       |
| 32                | 2022年 4月20日   | 02               | あなたしか愛せないだけ   | 松井五郎         | 日野美歌            | 山川恵津子            | COCA-18000       |

### デュエット・シングル
| 発売日                   | デュエット       | A/B面            | タイトル               | 作詞             | 作曲             | 編曲             | 規格品番         |
| ユニオンレコード         | ユニオンレコード | ユニオンレコード | ユニオンレコード       | ユニオンレコード | ユニオンレコード | ユニオンレコード | ユニオンレコード |
| ------------------------ | ---------------- | ---------------- | ---------------------- | ---------------- | ---------------- | ---------------- | ---------------- |
| 1984年 12月1日           | 増位山太志郎     | A面              | 大阪恋めぐり           | 幸村リウ         | 小林正二         | 馬飼野俊一       | UE-574           |
| 1984年 12月1日           | 増位山太志郎     | B面              | 信じあえたら           | 山田孝雄         | 四方章人         | 馬飼野俊一       | UE-574           |
| 徳間ジャパン             |                  |                  |                        |                  |                  |                  |                  |
| 1985年 10月25日          | 村野武範         | A面              | 淋しくさせないで       | 荒木とよひさ     | 三木たかし       | 馬飼野康二       | 7JAS-48          |
| 1985年 10月25日          | 村野武範         | B面              | しのび逢いふたり       | 荒木とよひさ     | 三木たかし       | 竜崎孝路         | 7JAS-48          |
| ミノルフォン             |                  |                  |                        |                  |                  |                  |                  |
| 1986年 12月21日          | 葵司朗           | A面              | 男と女のラブゲーム     | 魚住勉           | 馬飼野康二       | 馬飼野康二       | 7KAT-4009        |
| 徳間ジャパン             |                  |                  |                        |                  |                  |                  |                  |
| 1987年 9月25日           | 葵司朗           | A面              | 涙のナイトイン東京     | 魚住勉           | 馬飼野康二       | 馬飼野俊一       | 7JAS-88          |
| 1987年 9月25日           | 葵司朗           | B面              | (インストゥルメンタル) | -                | 馬飼野康二       | 馬飼野俊一       | 7JAS-88          |
| ガウスエンタテインメント |                  |                  |                        |                  |                  |                  |                  |
| 2003年 8月20日           | 高林優           | 01               | まごころよりどころ     | 山岸きくみ       | 馬飼野康二       | 馬飼野康二       | GRCE-16          |
| 2003年 8月20日           | 高林優           | 02               | 桜が咲いた             | 歌凛             | 馬飼野康二       | 馬飼野康二       | GRCE-16          |
| 日本コロムビア           |                  |                  |                        |                  |                  |                  |                  |
| 2014年 6月18日           | 松平健           | 01               | ドスコイ人生           | たかたかし       | 岡千秋           | 矢野立美         | COCA-16887       |
| 2014年 6月18日           | 松平健           | 02               | 四十八手の相撲道       | 里乃塚玲央       | 小杉保夫         | 矢野立美         | COCA-16887       |

### アルバム

#### その他のアルバム
1. 1983.02.21「演歌ごころ・氷雨」
2. 1983.07.21「演歌に心燃やして・待ちわびて」
3. 1983.11.21「愛する心の演歌・思い出グラス～氷雨」
4. 1984.08.21「飛翔・日野美歌ヒットアルバム・冬の嘘つき～つぐない」
5. 1984.11.21「艶歌回り舞台ヒットアルバム」
6. 1985.02.21「ふたりのめぐり逢い」
7. 1985.09.25「Kiss Me よこはま」
8. 1985.11.25「全曲集」
9. 1986.06.25「86'有線演歌ベスト」
10. 1986.09.25「ヒット演歌熱唱1～2集」
11. 1986.10.25「全曲集」
12. 1987.03.25「有線演歌ベストヒット（男と女のラブゲーム）」
13. 1987.06.25「ベストセレクション」
14. 1987.10.25「オリジナルカラオケ全曲集」
15. 1988.02.25「芯まで演歌ベスト16」
16. 1988.05.25「88'美歌の流行歌」
17. 1988.07.25「日野美歌 オリジナル 全曲集」（ダイヤモンドシリーズ）
18. 1988.11.25「冬紅葉」
19. 1989.06.25「演歌ベストコレクション」
20. 1989.11.25「ベスト・オブ・日野美歌」
21. 1990.05.25「'90演歌熱唱」
22. 1990.06.25「ナチュラル」
23. 1991.11.25「Tastily」
24. 1992.05.25「十人十色」（10周年記念）
25. 1993.12.02「全曲集'93 美歌集」
26. 1994.11.23「全曲集」
27. 2004.08.01「日野美歌 定番ベスト」
28. 2009.08.21「テイチク ミリオンシリーズ 日野美歌」
29. 2012.07.25「ゴールデン☆ベスト 日野美歌」
30. 2013.11.20「カバーコレクション・シリーズ 日野美歌〜ヒット歌謡を唄う〜」
31. 2014.11.19「日野美歌 全曲集 あなたと生きたい」
32. 2015.11.18「日野美歌 全曲集 知覧の桜」
33. 2017.10.18「日野美歌 全曲集 いのりうた」

### その他
- 燃えろみんなの北九州
  - 北九州市の夏祭り『わっしょい百万夏まつり』のテーマ曲。祭り最終日に行われる百万総踊りの歌でもある。

### タイアップ曲
| 年     | 楽曲         | タイアップ                                             |
| 1984年 | 春一輪       | TBS系テレビドラマ「花さくらんぼ」主題歌                |
| 2014年 | ドスコイ人生 | テレビ朝日系テレビアニメ「暴れん坊力士!!松太郎」主題歌 |
| 2022年 | 明けの明星   | NHKラジオラジオ深夜便「4月、5月の深夜便の歌」          |

### 紅白歌合戦
| 年度   | 放送回 | 回 | 曲目 | 出演順 | 対戦相手   |
| 1983年 | 第34回 | 初 | 氷雨 | 09/21  | 梅沢富美男 |

注意点
- 出演順は「出演順/出場者数」で表す。